# Dmitri Wassiljewitsch Naliwkin
Dmitri Wassiljewitsch Naliwkin (russisch Дмитрий Васильевич Наливкин, englische Transkription Dmitriy Vasilievich Nalivkin; * 25. August 1889 in Sankt Petersburg; † 2. März 1982) war ein führender sowjetischer Geologe und Paläontologe.
Naliwkin war der Sohn eines Bergbauingenieurs und besuchte ab 1907 das Bergbauinstitut in Sankt Petersburg, an dem er auch ab 1920 lehrte. Er forschte in dieser Zeit unter anderem im Kaukasus und Zentralasien und untersuchte devonische Brachiopoden des kirgisischen Teils des Ferganatals. Die Stratigraphie und Paläontologie des Devons und Karbons der russischen Tafel, des Urals und Zentralasiens blieben seine Hauptforschungsschwerpunkte.
1915 machte er seinen Abschluss und wurde mit der Leitung einer Expedition ins Pamir-Gebirge der russischen geographischen Gesellschaft beauftragt, woraus 1925 eine Veröffentlichung über dessen Geologie entstand. Ab 1917 arbeitete er für die sowjetische geologische Kommission, bei der er sechzig Jahre blieb und für die er in vielen Teilen der UdSSR kartierte, und sich mit Stratigraphie, Sedimentologie und Paläontologie befasste, auch in Zusammenhang mit der Erkundung von Lagerstätten für Erze, Kohle, Bauxit und Erdöl. Er erstellte einen Index der geologischen Karten der UdSSR und benachbarter Länder. Eines seiner Hauptforschungsgebiete blieb Zentralasien und er half in der Gründung neuer akademischer Institutionen in Turkmenistan und Kirgisien. Auf seine Initiative hin wurde 1955 ein übergreifendes stratigraphisches Komitee in der Sowjetunion gegründet. Nawlikin war in diesem Zusammenhang Herausgeber mehrerer Veröffentlichungsreihen.
1946 erhielt er den Stalinpreis und viermal den Leninorden. 1957 erhielt er den Leninpreis (für die Vollendung der geologischen Karte der UdSSR im Maßstab 1:2,5 Millionen), 1943, 1948 sowie 1950 der Orden des Roten Banners der Arbeit, 1975 den Orden der Oktoberrevolution und 1961 die Leopold-von-Buch-Plakette.
1946 wurde er volles Mitglied der Sowjetischen Akademie der Wissenschaften.
Er war niemals Mitglied der Kommunistischen Partei, überlebte aber den politischen Terror der 1930er Jahre möglicherweise durch die Freundschaft mit dem hohen NkWD-Offizier Gleb Iwanowitsch Bokij, während seine Schwester Jelena Wassiljewna Tscherkessowa, eine Botanikerin, ins Gulag kam und deren Mann, ein Paläontologe, erschossen wurde.
Ein russisches Forschungsschiff ist nach ihm benannt. Gleiches gilt für die Skaly Nalivkina in der Antarktis.

## Publikationen
- Erdöl Aus dem Russ. übers. von Edgar Scheitz. - Berlin: Wunderlich, 1954.
- Kurzer Abriss der Geologie der UdSSR Übers. aus dem Russisch. von Dipl.-Geol. H.-J. Teschke. - Berlin: Akad.-Verl., 1959.